# Curtis (parroquia)
Curtis(llamada oficialmente Santaia de Curtis) es una parroquia española del municipio de Curtis, en la provincia de La Coruña, Galicia.

## Otras denominaciones
La parroquia también es conocida por el nombre de Santa Eulalia de Curtis.

## Entidades de población
Entidades de población que forman parte de la parroquia:
- Bayuca (A Baiuca)
- Brijaría (A Brixaría)
- Cabana (A Cabana)
- Cancela (A Cancela)
- Cerdeira (A Cerdeira)
- Espiñeira (A Espiñeira)
- Gulpilleira (A Gulpilleira)
- Edreira (A Hedreira)
- Puente (A Ponte)
- Restreva (A Restreba)
- Arrescalvo
- Orjas (As Orxas)
- Paredes (As Paredes)
- Barroso
- Carregosa
- Carroipaz
- Chacente
- Cobas (Covas)
- Frádegas
- Gorjá (Gorxá)
- Ladrús
- Maques de Abajo (Maques de Abaixo)
- Maques de Arriba
- Modillós de Arriba
- Montealto
- Morangueiros
- Mostás
- Abelar (O Abelar)
- Carballal (O Carballal)
- Coto (O Coto)
- Curro (O Curro)
- Esmorique (O Esmorique)
- Espido (O Espido)
- Formigueiro (O Formigueiro)
- Pazo (O Pazo)
- Pazo de Vilarullo (Pazo de Vilarullo)
- Penedo de Teijeiro (O Penedo de Teixeiro)
- Penedo Rendal (O Penedo de Rendal)
- Pereiral (O Pereiral)
- Carballás (Os Carballás)
- Muros (Os Muros)
- Portolamoso
- Portoseco
- Quintadóniga
- Rodrigueites
- Santaya (Santaia)
- Teijeiro (Teixeiro)
- Vilardois
- Vilarullo

## Despoblados
Despoblados que forman parte de la parroquia:
- Casanova (A Casanova)
- Penencia (A Penencia)
- Modillós de Abajo (Modillós de Abaixo)
- Castro de Vilarullo (O Castro de Vilarullo)
- Portopereiro

## Demografía
| Gráfica de evolución demográfica de Curtis entre 2000 y 2019 |
|                                                              |
| Datos según el nomenclátor publicado por el INE.             |